# Bijeljina
Bijeljina (en alfabet ciríl·lic serbi: Бијељина ) és una ciutat i municipi de la República Srpska, Bòsnia i Hercegovina. És el centre provincial de Semberija, una regió geogràfica al nord-est del país. L'any 2013 tenia una població de 107.715 habitants.

## Geografia
Bijeljina es troba al nord-est de Bòsnia i Hercegovina, limitada pels rius Sava i Drina, s'estén per les muntanyes Majevica i cobreix una massa terrestre de 734 km². Forma part de l'entitat de la República Srpska i és el centre de la regió de Semberija. Semberija és una regió plana amb una terra fèrtil ideal per a l'agricultura. Per això, Bijeljina és un lloc important per a la producció i el comerç d'aliments, especialment blat i verdures.

## Història

### Prehistòria i Antiguitat
Les primeres evidències establertes de la vida humana a l'àrea de l'actual Bijeljina daten de la Nova Edat de Pedra (5000–3000 aC). Les característiques de la ceràmica, les eines i les armes confirmen les connexions culturals dels habitants indígenes de Semberija amb les cultures eneolítica i de l'edat del bronze: cultura Vučedol, Kostolac i Baden.

### Antics eslaus i edat mitjana

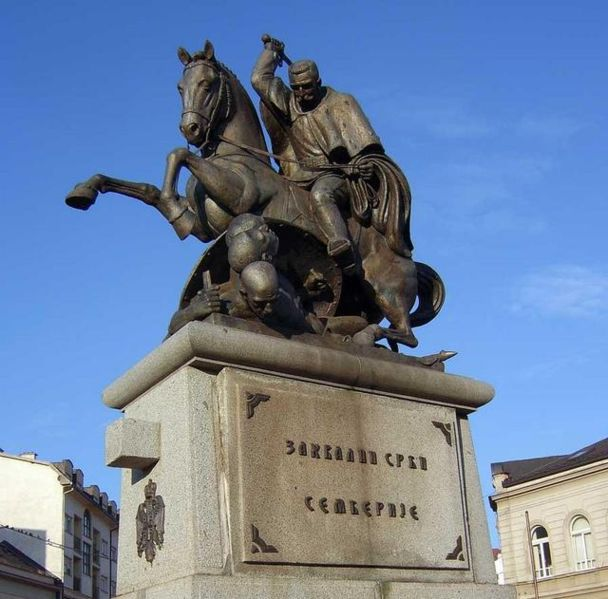
Monument a Petar Karađorđević I

El jaciment arqueològic més antic d'aquest període es troba als dos costats del canal de Bistrik, entre els pobles de Batković i Ostojićevo i consta de quatre jaciments més petits que daten del període del segle VII al XII. A Jazbina i Oraščić es van trobar restes d'un assentament amb cabanes mig enterrades, però el descobriment més significatiu va ser un complex de taller metal·lúrgic al lloc de Čelopek on es fonia el ferro al segle VIII i es fabricaven eines de ferro. L'edifici religiós més antic, el monestir de Tavna, va ser construït a l'edat mitjana. La regió va ser incorporada al banat bosnià durant el regnat d'Esteve Kotromanić. En aquesta època el poble de Bistrik s'anomenava Bistrica i era el centre de la parròquia, que cobria tot el territori de l'actual ciutat de Bijeljina.
La primera menció documentada del nom Bijeljina es va produir l'any 1446. La ciutat va caure completament en mans dels otomans el 1530. Després de la Gran Guerra Turca, va ser incorporada a la possessió austríaca abans de ser recuperada pels otomans el 1739. Molts dels assentaments van ser delmats com a resultat de les rebel·lions serbies sense èxit contra l'ocupació.
El domini austrohongarès a Bòsnia i Hercegovina va durar des de 1878 fins a 1918. El nom de Bijeljina només es va utilitzar després de 1918 i la Primera Guerra Mundial. Durant el domini austrohongarès, la ciutat tenia el nom de Bjelina i, abans, Belina o Bilina.

### Història moderna
L'any 1838 es va inaugurar la primera escola primària confessional. L'any 1902 es va construir un edifici escolar modern. En aquesta escola va treballar entre 1893 i 1895 Jovan Dučić, famós poeta, escriptor i diplomàtic serbi d'Hercegoví.
Davant de l'Ajuntament hi ha una estàtua del rei Pere I de Sèrbia, que va governar el Regne de Sèrbia entre 1903 i 1918. Durant la Segona Guerra Mundial, els Ustaša la van eliminar. Després de la Segona Guerra Mundial, el govern comunista es va negar a retornar el monument. El primer govern local no comunista va retornar el monument a principis dels anys noranta.

#### Guerra de Bòsnia
El setembre de 1991, els serbis de Bòsnia van proclamar una província autònoma sèrbia amb Bijeljina com a capital. El març de 1992, es va aprovar el referèndum de Bòsnia sobre la independència amb el suport aclaparador dels bosnians i els croats bosnians. La Lliga Patriòtica Bòsnia local s'havia establert com a resposta a la proclamació dels serbis de Bòsnia i va iniciar els enfrontaments. L'1 i el 2 d'abril, l'SDG i el JNA van superar Bijeljina amb poca resistència; Es va dur a terme una massacre i va implicar la mort d'entre 48 i 78 civils per part de grups paramilitars serbis. La majoria dels assassinats eren bosníacs (o musulmans bosnians). Entre els morts hi havia membres d'altres ètnies, com els serbis considerats poc lleials per les autoritats locals. L'assassinat va ser comès per un grup paramilitar local conegut com els Chetniks de Mirko i per la Guàrdia Voluntaria Sèrbia (SDG, també conegut com a Tigres d'Arkan), un grup paramilitar amb seu a Sèrbia sota el comandament de l'Exèrcit Popular Iugoslau (JNA).
El poble de Batković al municipi de Bijeljina va ser el lloc del camp de Batković, que es creu que va ser el primer camp de concentració en funcionament durant la Guerra de Bòsnia. Va ser dirigit pels serbis des de l'1 d'abril de 1992 fins a finals de gener de 1996. Els presoners eren predominantment bosníacs ètnics, que van ser torturats, agredits sexualment i assassinats. Es va crear una Comissió Estatal per a la Lliure transferència de la població civil o Comissió per a l'intercanvi de població i encapçalada per Vojkan Đurković, un major de l'SDG.

#### Període de postguerra

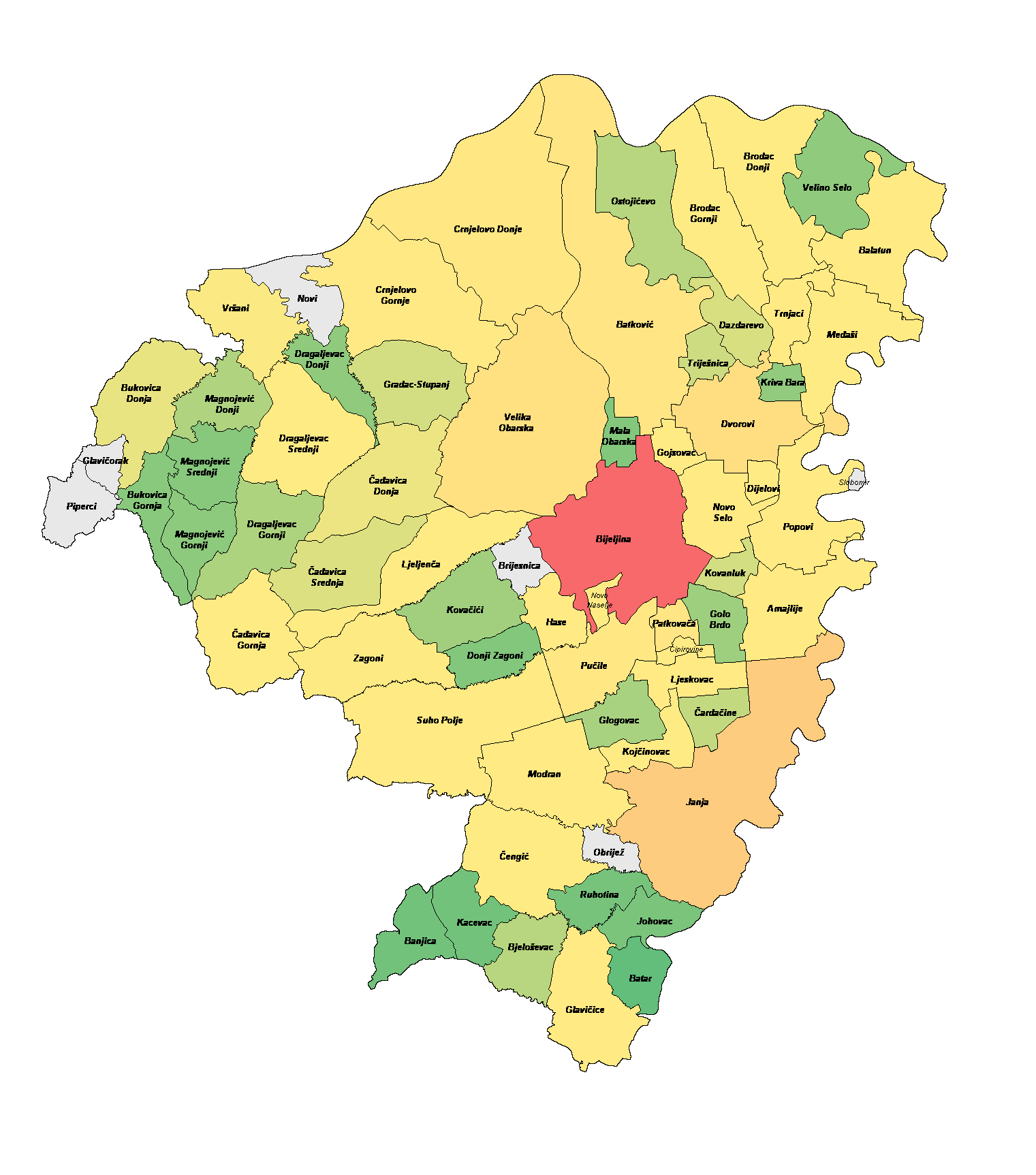
Municipi de Bijeljina per població proporcional a l'assentament amb la població més alta i més baixa

El desenvolupament de la postguerra de Bijeljina s'experimenta a finals de la dècada del 1990 i la primera dècada del segle xxi. Després d'un auge demogràfic a causa dels esdeveniments bèl·lics i la saturació demogràfica i la capacitat insuficient de la ciutat que es va construir amb menys necessitats, avui hi ha la reconstrucció de Bijeljina amb nous assentaments, carreteres, escoles, universitats i institucions culturals.
El Partit Democràtic Serbi (SDS) va governar Bijeljina durant 28 anys des del 1992. Després de les eleccions generals de Bòsnia de 2018, el març de 2020 l'alcalde Mićo Mićić (governant la ciutat des de 2004) va deixar el partit per fundar el Partit Democràtic Srpska de Semberija (SDSS) i va signar un acord de coalició amb l'SNSD de Milorad Dodik. El juny de 2020, SDSS i SNSD van posar SDS en minoria al consell local. A les eleccions municipals de Bòsnia del 2020, Ljubiša Petrović de SDS es va convertir en el nou alcalde, succeint a Mićić.

## Demografia

### Població
|    | Assentament         | 1875   | 1885   | 1895   | 1910   | 1921   | 1931   | 1948   | 1953   | 1961   | 1971   | 1981   | 1991   | 2013    |
| -- | ------------------- | ------ | ------ | ------ | ------ | ------ | ------ | ------ | ------ | ------ | ------ | ------ | ------ | ------- |
|    | Total               | 34,479 | 38,455 | 47,468 | 58,002 | 58,142 | 78,602 | 63,877 | 86,826 | 78,890 | 86,826 | 92,808 | 96,988 | 107,715 |
| 1  | Amajlije            |        |        |        |        |        |        |        |        |        |        |        | 1,110  | 1,112   |
| 2  | Balatun             |        |        |        |        |        |        |        |        |        |        |        | 1,305  | 1,245   |
| 3  | Banjica             |        |        |        |        |        |        |        |        |        |        |        | 406    | 265     |
| 4  | Batar               |        |        |        |        |        |        |        |        |        |        |        | 382    | 225     |
| 5  | Batković            |        |        |        |        |        |        |        |        |        |        |        | 3,483  | 2,515   |
| 6  | Bijeljina           |        |        |        |        |        |        | 12,660 | 14,303 | 17,340 | 24,761 | 31,124 | 36,414 | 42,278  |
| 7  | Bjeloševac          |        |        |        |        |        |        |        |        |        |        |        | 639    | 442     |
| 8  | Brodac Donji        |        |        |        |        |        |        |        |        |        |        |        | 735    | 668     |
| 9  | Brodac Gornji       |        |        |        |        |        |        |        |        |        |        |        | 866    | 767     |
| 10 | Bukovica Donja      |        |        |        |        |        |        |        |        |        |        |        | 794    | 568     |
| 11 | Bukovica Gornja     |        |        |        |        |        |        |        |        |        |        |        | 574    | 324     |
| 12 | Čađavica Donja      |        |        |        |        |        |        |        |        |        |        |        | 1,524  | 577     |
| 13 | Čađavica Gornja     |        |        |        |        |        |        |        |        |        |        |        | 973    | 676     |
| 14 | Čađavica Srednja    |        |        |        |        |        |        |        |        |        |        |        | 693    | 533     |
| 15 | Čardačine           |        |        |        |        |        |        |        |        |        |        |        | 370    | 471     |
| 16 | Čengić              |        |        |        |        |        |        |        |        |        |        |        | 1,284  | 859     |
| 17 | Ćipirovine          |        |        |        |        |        |        |        |        |        |        |        | 274    | 622     |
| 18 | Crnjelovo Donje     |        |        |        |        |        |        |        |        |        |        |        | 2,963  | 2,011   |
| 19 | Crnjelovo Gornje    |        |        |        |        |        |        |        |        |        |        |        | 1,840  | 1,279   |
| 20 | Dazdarevo           |        |        |        |        |        |        |        |        |        |        |        | 435    | 522     |
| 21 | Dijelovi            |        |        |        |        |        |        |        |        |        |        |        |        | 669     |
| 22 | Donji Zagoni        |        |        |        |        |        |        |        |        |        |        |        |        | 305     |
| 23 | Dragaljevac Donji   |        |        |        |        |        |        |        |        |        |        |        | 463    | 339     |
| 24 | Dragaljevac Gornji  |        |        |        |        |        |        |        |        |        |        |        | 603    | 418     |
| 25 | Dragaljevac Srednji |        |        |        |        |        |        |        |        |        |        |        | 1,041  | 741     |
| 26 | Dvorovi             |        |        |        |        |        |        |        |        |        |        |        | 1,814  | 4,716   |
| 27 | Glavičice           |        |        |        |        |        |        |        |        |        |        |        | 1,293  | 1,070   |
| 28 | Glogovac            |        |        |        |        |        |        |        |        |        |        |        | 436    | 402     |
| 29 | Gojsovac            |        |        |        |        |        |        |        |        |        |        |        | 475    | 683     |
| 30 | Golo Brdo           |        |        |        |        |        |        |        |        |        |        |        | 198    | 377     |
| 31 | Gradac - Stupanj    |        |        |        |        |        |        |        |        |        |        |        |        | 509     |
| 32 | Hase                |        |        |        |        |        |        |        |        |        |        |        | 341    | 938     |
| 33 | Janja               |        |        |        |        |        |        |        |        |        |        |        | 10,458 | 10,542  |
| 34 | Johovac             |        |        |        |        |        |        |        |        |        |        |        | 338    | 284     |
| 35 | Kacevac             |        |        |        |        |        |        |        |        |        |        |        | 351    | 268     |
| 36 | Kojčinovac          |        |        |        |        |        |        |        |        |        |        |        |        | 794     |
| 37 | Kovačići            |        |        |        |        |        |        |        |        |        |        |        |        | 383     |
| 38 | Kovanluk            |        |        |        |        |        |        |        |        |        |        |        | 158    | 508     |
| 39 | Kriva Bara          |        |        |        |        |        |        |        |        |        |        |        | 255    | 345     |
| 40 | Ljeljenča           |        |        |        |        |        |        |        |        |        |        |        | 967    | 913     |
| 41 | Ljeskovac           |        |        |        |        |        |        |        |        |        |        |        | 483    | 969     |
| 42 | Magnojević Donji    |        |        |        |        |        |        |        |        |        |        |        | 613    | 419     |
| 43 | Magnojević Gornji   |        |        |        |        |        |        |        |        |        |        |        | 665    | 333     |
| 44 | Magnojević Srednji  |        |        |        |        |        |        |        |        |        |        |        | 332    | 318     |
| 45 | Mala Obarska        |        |        |        |        |        |        |        |        |        |        |        |        | 305     |
| 46 | Međaši              |        |        |        |        |        |        |        |        |        |        |        | 896    | 858     |
| 47 | Modran              |        |        |        |        |        |        |        |        |        |        |        | 1,411  | 963     |
| 48 | Novo Naselje        |        |        |        |        |        |        |        |        |        |        |        | 1,290  | 832     |
| 49 | Novo Selo           |        |        |        |        |        |        |        |        |        |        |        | 122    | 1,153   |
| 50 | Ostojićevo          |        |        |        |        |        |        |        |        |        |        |        | 595    | 440     |
| 51 | Patkovača           |        |        |        |        |        |        |        |        |        |        |        | 646    | 2,569   |
| 52 | Popovi              |        |        |        |        |        |        |        |        |        |        |        | 1,134  | 1,238   |
| 53 | Pučile              |        |        |        |        |        |        |        |        |        |        |        | 769    | 2,090   |
| 54 | Ruhotina            |        |        |        |        |        |        |        |        |        |        |        | 446    | 276     |
| 55 | Suho Polje          |        |        |        |        |        |        |        |        |        |        |        | 1,503  | 1,154   |
| 56 | Triješnica          |        |        |        |        |        |        |        |        |        |        |        | 290    | 496     |
| 57 | Trnjaci             |        |        |        |        |        |        |        |        |        |        |        | 639    | 1,074   |
| 58 | Velika Obarska      |        |        |        |        |        |        |        |        |        |        |        | 3,549  | 3,902   |
| 59 | Velino Selo         |        |        |        |        |        |        |        |        |        |        |        | 451    | 342     |
| 60 | Vršani              |        |        |        |        |        |        |        |        |        |        |        | 1,249  | 614     |
| 61 | Zagoni              |        |        |        |        |        |        |        |        |        |        |        | 1,766  | 619     |

### Composició ètnica
|              | 2013            | 1991            | 1981            | 1971            |
| ------------ | --------------- | --------------- | --------------- | --------------- |
| Total        | 42.278 (100,0%) | 36.414 (100,0%) | 31.124 (100,0%) | 24.761 (100,0%) |
| Serbis       | 35.798 (84,67%) | 10.450 (28,70%) | 7.866 (25,27%)  | 7.630 (30,81%)  |
| Bosníacs     | 4.469 (10,57%)  | 19.024 (52,24%) | 15.015 (48,24%) | 14.929 (60,29%) |
| Altres       | 632 (1,495%)    | 3.122 (8,574%)  | 521 (1,674%)    | 349 (1,409%)    |
| No afiliat   | 502 (1,187%)    |                 |                 |                 |
| Roma         | 338 (0,799%)    |                 | 976 (3,136%)    | 104 (0,420%)    |
| Croats       | 315 (0,745%)    | 366 (1,005%)    | 409 (1,314%)    | 677 (2,734%)    |
| iugoslaus    | 127 (0,300%)    | 3.452 (9,480%)  | 6.028 (19,37%)  | 637 (2,573%)    |
| Desconegut   | 35 (0,083%)     |                 |                 |                 |
| Montenegrins | 29 (0,069%)     |                 | 60 (0,193%)     | 71 (0,287%)     |
| Macedonis    | 14 (0,033%)     |                 | 64 (0,206%)     | 63 (0,254%)     |
| Eslovens     | 11 (0,026%)     |                 | 17 (0,055%)     | 20 (0,081%)     |
| Albanesos    | 8 (0,019%)      |                 | 144 (0,463%)    | 237 (0,957%)    |
| Hongarès     |                 |                 | 24 (0,077%)     | 44 (0,178%)     |

|              | 2013             | 1991            | 1981            | 1971            |
| ------------ | ---------------- | --------------- | --------------- | --------------- |
| Total        | 107.715 (100,0%) | 96.988 (100,0%) | 92.808 (100,0%) | 86.826 (100,0%) |
| Serbis       | 91.784 (85,21%)  | 57.389 (59,17%) | 56.029 (60,37%) | 60.595 (69,79%) |
| Bosníacs     | 13.090 (12,15%)  | 30.229 (31,17%) | 24.282 (26,16%) | 23.343 (26,88%) |
| Altres       | 793 (0,736%)     | 4.452 (4,590%)  | 1.155 (1,245%)  | 649 (0,747%)    |
| No definit   | 674 (0,626%)     |                 |                 |                 |
| Croats       | 515 (0,478%)     | 492 (0,507%)    | 500 (0,539%)    | 806 (0,928%)    |
| Romanesos    | 496 (0,460%)     |                 | 1.359 (1,464%)  | 168 (0,193%)    |
| Iugoslaus    | 151 (0,140%)     | 4 426 (4,563%)  | 9.090 (9,794%)  | 747 (0,860%)    |
| Desconegut   | 102 (0,095%)     |                 |                 |                 |
| Montenegrins | 36 (0,033%)      |                 | 80 (0,086%)     | 90 (0,104%)     |
| Macedonis    | 33 (0,031%)      |                 | 89 (0,096%)     | 81 (0,093%)     |
| Eslovens     | 22 (0,020%)      |                 | 25 (0,027%)     | 24 (0,028%)     |
| Albanesos    | 17 (0,016%)      |                 | 164 (0,177%)    | 258 (0,297%)    |
| Turcs        | 1 (0,001%)       |                 |                 |                 |
| Ucraïnesos   | 1 (0,001%)       |                 |                 |                 |
| Hongaresos   |                  |                 | 35 (0,038%)     | 65 (0,075%)     |

## Arquitectura

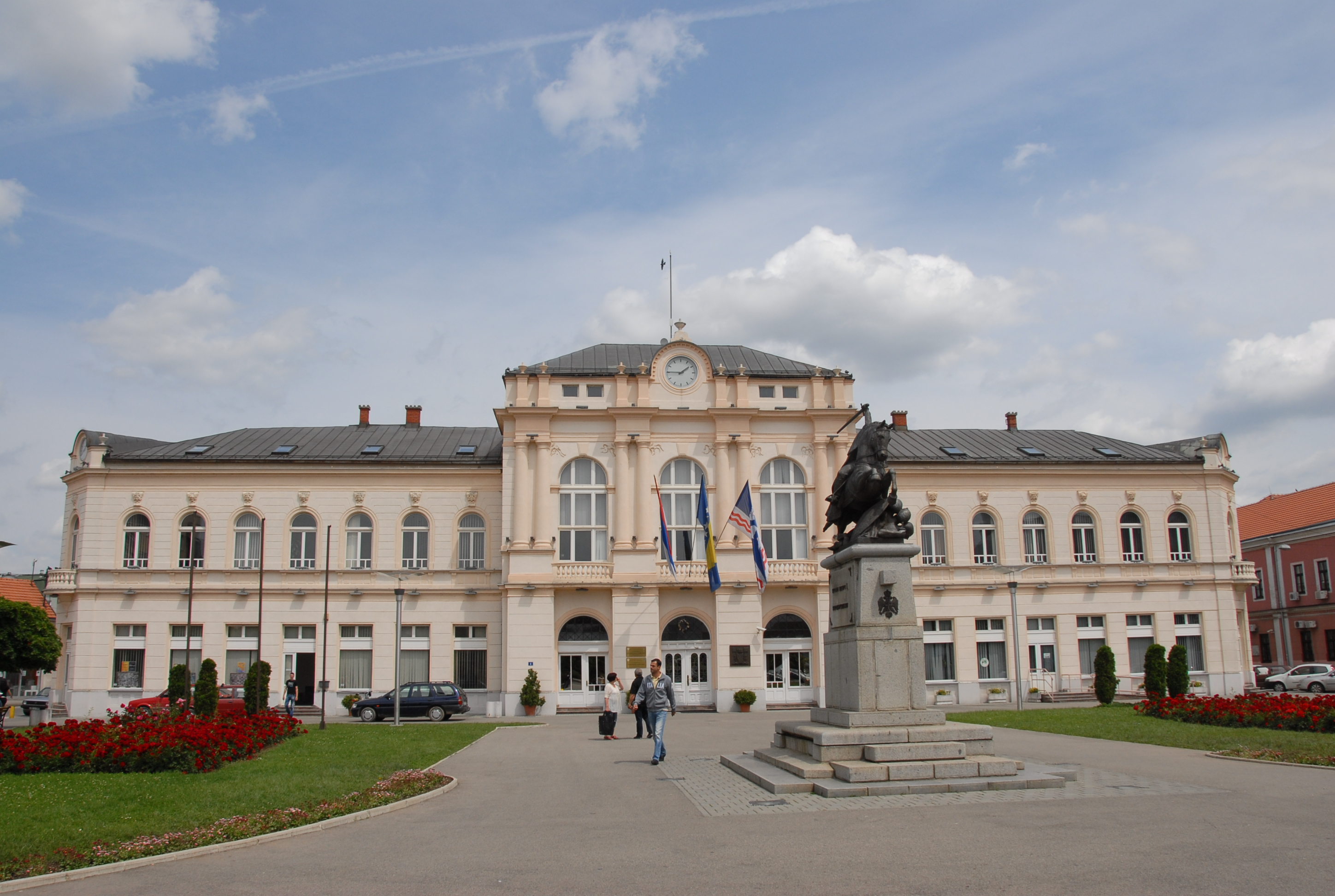
L'edifici de l'assemblea de Bijeljina

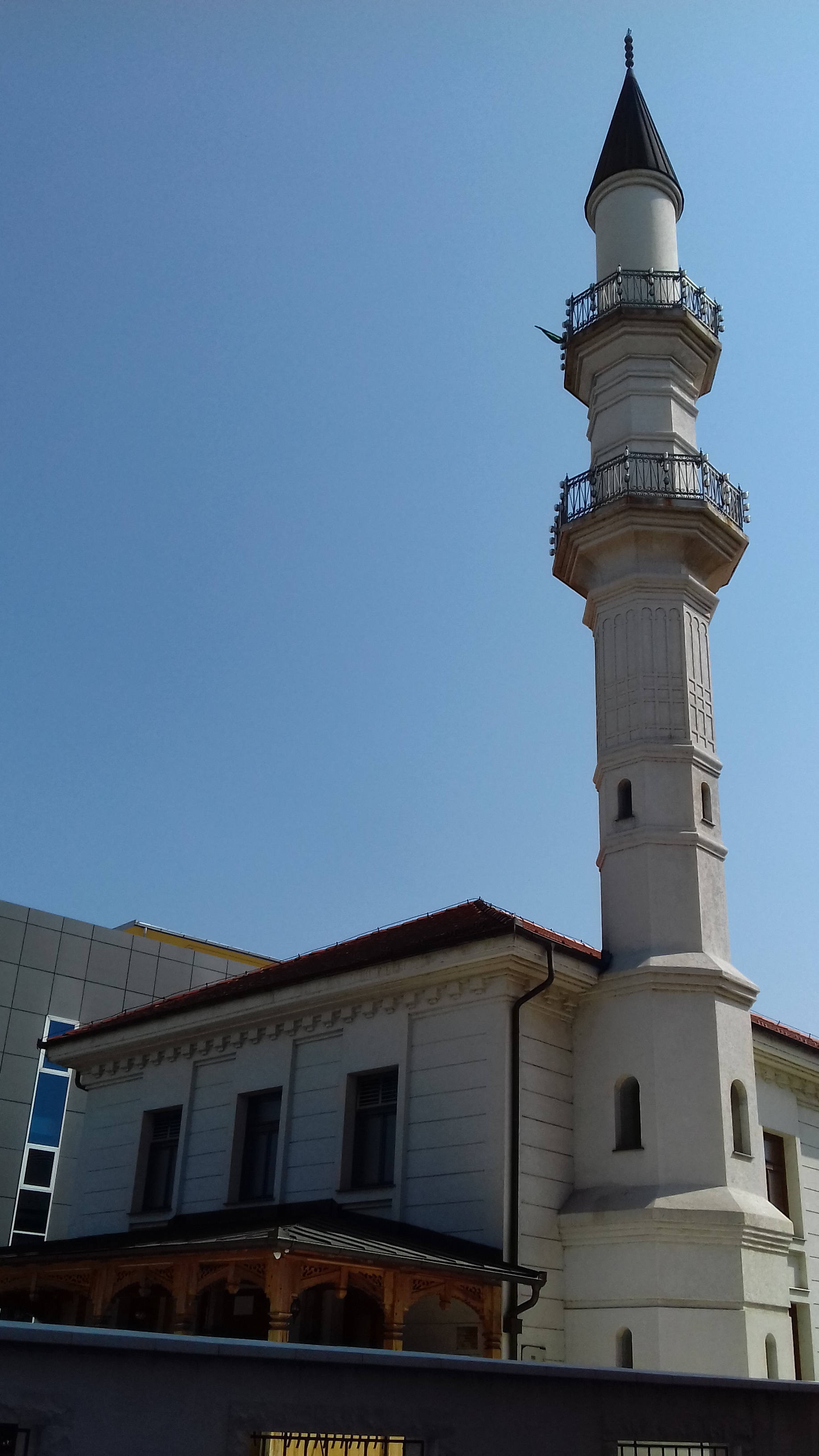
La mesquita Atik (demolida durant la guerra i reconstruïda des de llavors) per la plaça de la ciutat

La mesquita Atik va ser construïda entre 1520 i 1566, durant el període del sultà Solimà I el Magnífic. Va ser utilitzat com a bastió defensiu a la guerra austro-turca i convertit en església catòlica pels austríacs durant els anys 1718-1739. Després del Tractat de Belgrad, va tornar a la mesquita i va passar per diverses renovacions al segle xix i principis del XX. La mesquita va ser completament destruïda el 13 de març de 1993 i reconstruïda on hi havia abans.
L'Església Ortodoxa Sèrbia (Svetog Đorđa) de Sant Jordi es troba al lloc d'una església més antiga, que es va esmentar per primera vegada l'any 1735. L'edifici actual data de principis de la dècada de 1870 i representa una barreja d'estil rus i bizantí, amb una cúpula i una torre alta.
El Museu Semberija es troba en un edifici històric i té quatre sales d'exposicions. Les exposicions abasten un ampli període històric, que va des del Neolític, passant per l'època romana i l'edat mitjana, fins al segle xx.
El monestir de Basilio d'Ostrog al centre de Bijeljina és un monestir de nova construcció (2001) dedicat a Sant Basilio d'Ostrog. El campanar amb un rellotge de més de 30 metres domina l'entorn i és un símbol del monestir. El monestir inclou un museu, menjador, biblioteca, ermites per als monjos. A l'interior, el temple està pintat amb magnífics frescos. Particularment valuosa és una còpia de la icona miraculosa de Trojeručica, el regal del monestir de Hilandar. A Bijeljina també es troben: el Temple Sagrat, l'Església de Santa Petka i l'antiga església catòlica.

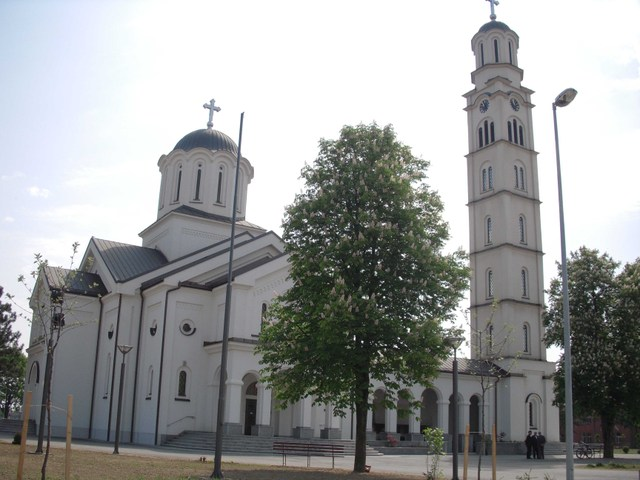
Església de Bijeljina

La biblioteca Filip Višnjić és la institució cultural més antiga de Bijeljina, fundada el 1932 gràcies a persones destacades com ara el doctor Vojislav Kecmanović, el doctor Joakim Perendija i el professor Nikola Mačkić, entre d'altres. Va tenir un paper important en l'elevació del nivell cultural a Semberija i té més de 120.000 llibres.
El monestir de Tavna es troba a la part sud del municipi de Bijeljina. La data de fundació s'amaga en algun lloc de les ombres del passat llunyà. Les cròniques dels monestirs Tronoša i Peć diuen que va ser construït pels fills de Stefan Dragutin Vladislav i Uroš II Milutin. Stefan Dragutin va ser rei de Sèrbia del 1276 al 1282 i rei de Srem del 1282 al 1316. L'actual església del monestir de Tavna està construïda al mateix lloc que l'original. El monestir de Tavna és més antic que els altres monestirs de la regió com Ozrena, Liplja, Vozuce i Gostovica. Tavna va ser danyada durant els primers anys del domini turc, però va ser restaurada pel poble. Aquesta no va ser l'única vegada que el monestir va patir danys. Va ser danyat moltes vegades durant el període turc i també durant la Segona Guerra Mundial. Entre 1941 i 1945, Tavna va ser bombardejada pels Ustase. Una de les làpides diu Zdravko Jovanovic assassinat el 1943 per la Divisió Blava Ustasa protegint i defensant el monestir. Després de la Segona Guerra Mundial, Tavna va ser reconstruïda.

## Educació

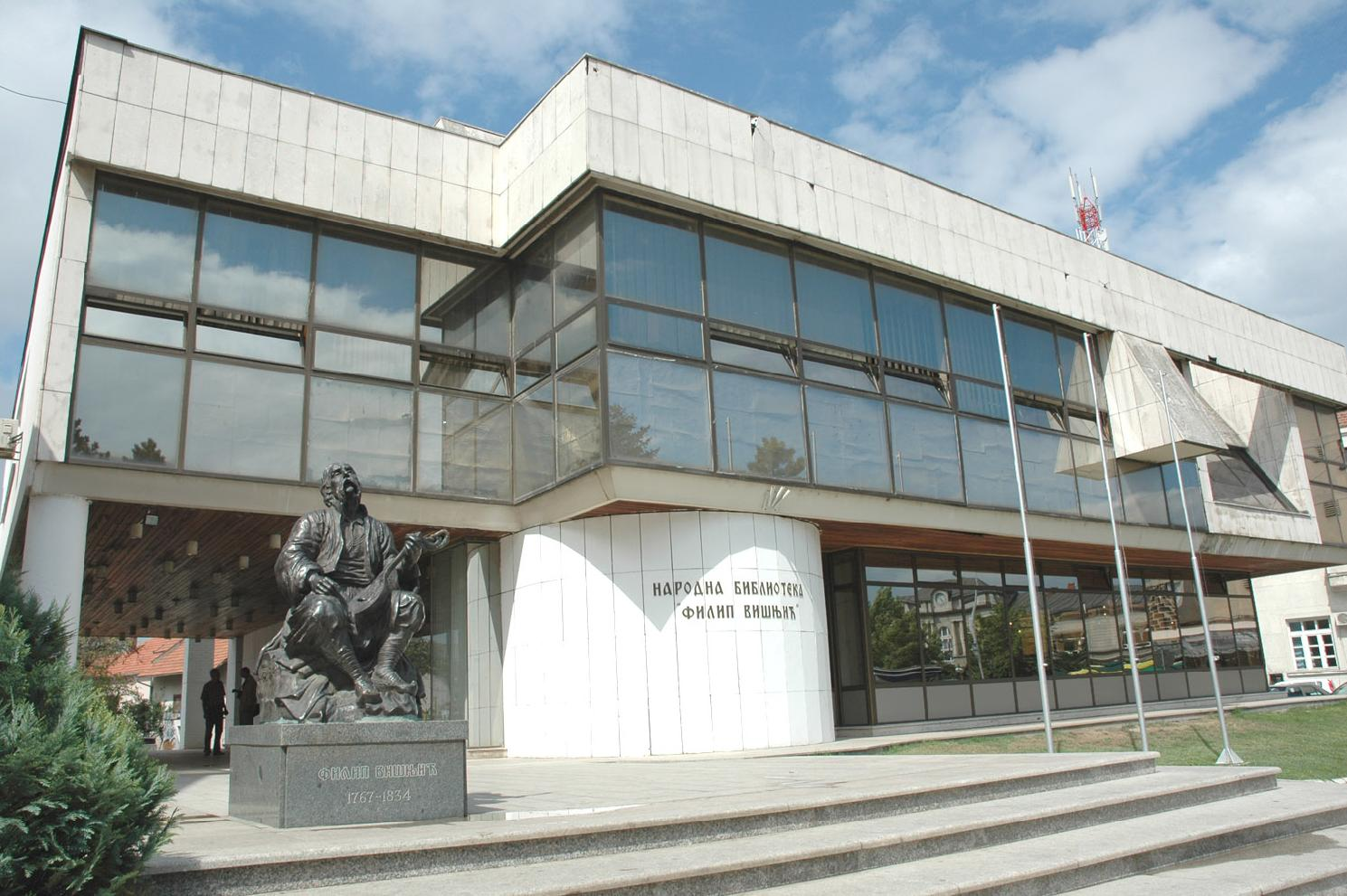
Biblioteca a Bijeljina

La primera escola primària de Bijeljina es va obrir l'any 1938. Després de la Segona Guerra Mundial, es van fer canvis en el sistema escolar i el 1951 es va obrir la primera escola de primària. L'any 1956 es va obrir una segona escola de primària. Les escoles de tercer i quart de primària es van obrir el 1959 i el 1966, respectivament.
Des de l'any 1953 funciona a la ciutat una escola de música bàsica.
Les escoles primàries de Bijeljina són les següents: OŠ Sveti Sava, OŠ Knez Ivo od Semberije, OŠ Vuk Karadžić, OŠ Jovan Dučić. Hi ha diverses escoles secundàries que funcionen a la ciutat, com ara el gimnàs Filip Višnjić, l'escola de música Stevan Stojanovic Mokranjac, una escola secundària agrícola, una escola secundària de medicina, una escola econòmica i una escola tècnica. La Universitat de Bijeljina té diverses facultats: Dret, Economia, Economia de l'Empresa i Educació. Les principals universitats privades de la ciutat són la Universitat Slobomir P i la Universitat Sinergija.

## Economia

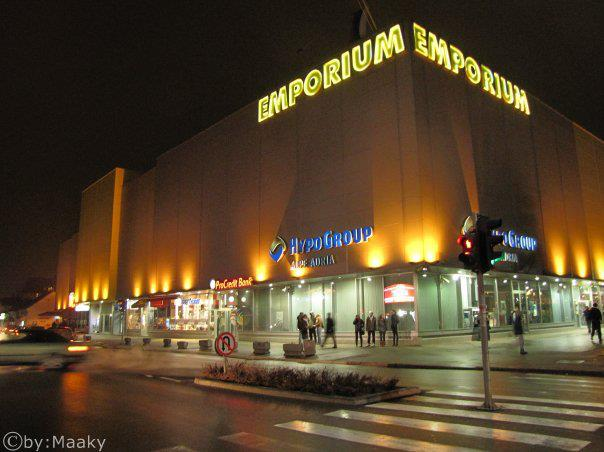
Centre comercial Emporium a Bijeljina

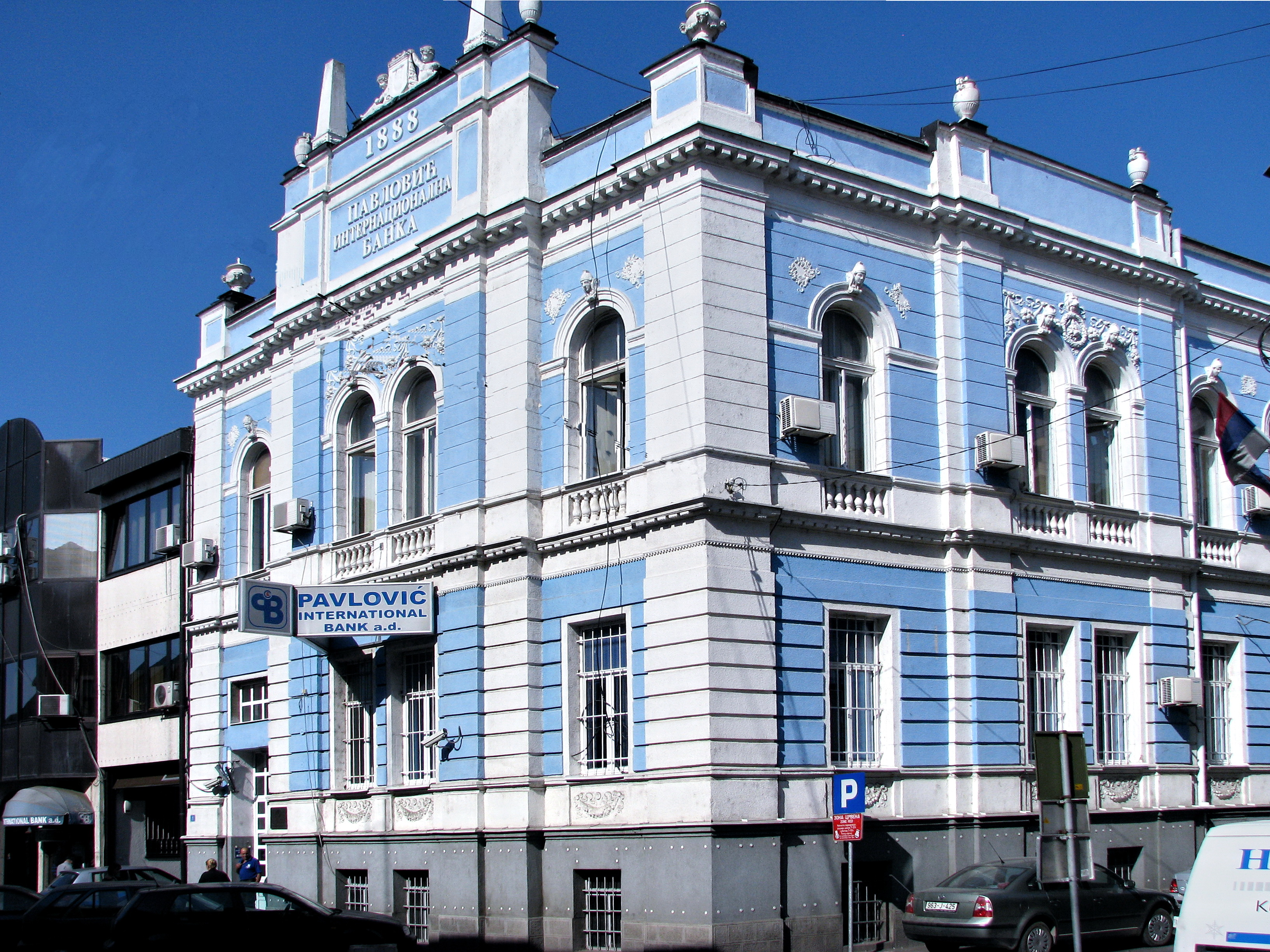
Banc Pavlović

La taula següent ofereix una visió prèvia del nombre total de persones inscrites ocupades segons la seva activitat principal (a partir del 2018):
| Activitat                                                                             | Total  |
| ------------------------------------------------------------------------------------- | ------ |
| Agricultura, silvicultura i pesca                                                     | 336    |
| Mineria i pedrera                                                                     | 25     |
| Fabricació                                                                            | 3.706  |
| Subministrament d'electricitat, gas, vapor i aire condicionat                         | 454    |
| Subministrament d'aigua; clavegueram, gestió de residus i activitats de rehabilitació | 450    |
| Construcció                                                                           | 1.129  |
| Comerç a l'engròs i al detall, reparació de vehicles de motor i motocicletes          | 5.813  |
| Transport i emmagatzematge                                                            | 935    |
| Serveis d'allotjament i menjar                                                        | 1.096  |
| Informació i comunicació                                                              | 551    |
| Activitats financeres i d'assegurances                                                | 514    |
| Activitats immobiliàries                                                              | 22     |
| Activitats professionals, científiques i tècniques                                    | 809    |
| Activitats administratives i de serveis de suport                                     | 312    |
| Administració pública i defensa; la seguretat social obligatòria                      | 1.836  |
| Educació                                                                              | 1.774  |
| Activitats de salut humana i treball social                                           | 1.461  |
| Art, entreteniment i recreació                                                        | 330    |
| Altres activitats de servei                                                           | 482    |
| Total                                                                                 | 22.035 |

## Transport

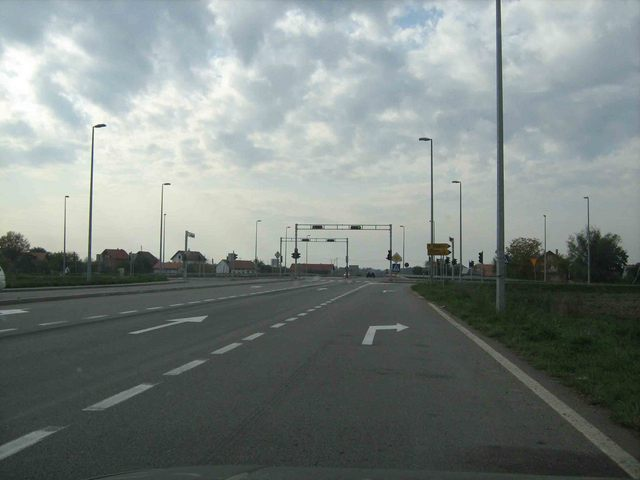
Bypass a Bijeljina

La xarxa de carreteres depèn de les vies principals: la M-14.1 Brcko-Zvornik i la M-18 Raca-Ugljevik. La xarxa viària completa en contacte amb la ciutat i la xarxa de trànsit urbà és d'orientació extremadament radial. Tenia onze vies de transport principals, que connecten directament amb la ciutat. Al voltant de la ciutat es troba la circumval·lació, però no s'ha completat. La principal estació d'autobusos de Bijeljina es troba a la zona central de la ciutat. L'estació principal d'autobusos de Bijeljina és propietat de Semberija Transport. Des de Bijeljina els passatgers poden viatjar a altres ciutats de la regió així com algunes ciutats d'Europa com Ljubljana, Viena, Berlín, Múnic, Zúric, Estocolm. Només hi ha una línia de ferrocarril a Bijeljina. Aquesta línia de ferrocarril s'estén des de Bijeljina fins a Šid a Sèrbia. Des de Šid s'uneix a una altra línia que va cap a l'est cap a Belgrad o que va cap a l'oest fins a Croàcia.

## Turisme

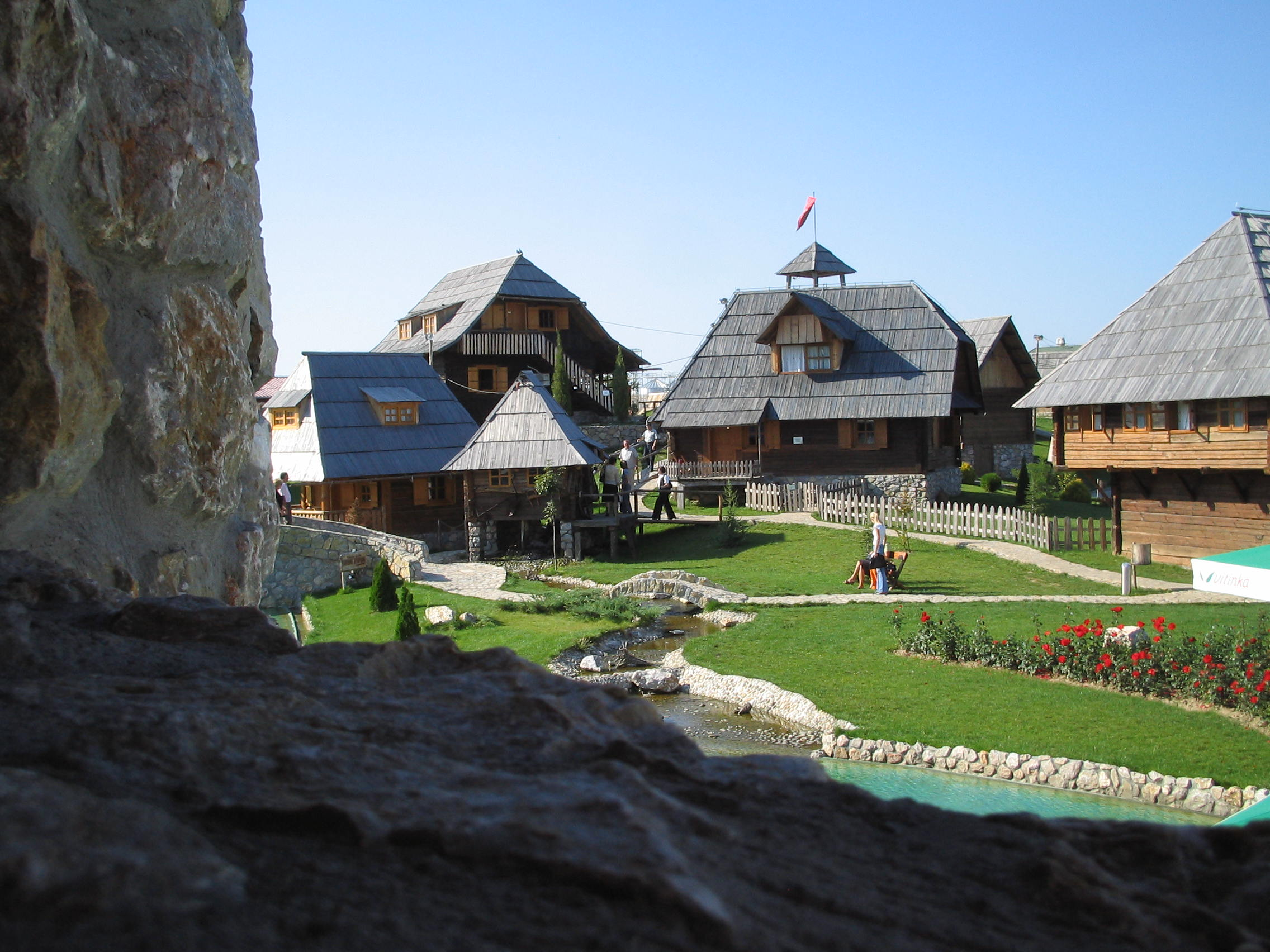
Poble Etno Stanišići

Bijeljina celebra un festival internacional de folklore conegut com a Semberija folk fest.
El balneari de Dvorovi és un dels balnearis més famosos de la República Srpska. El balneari de Dvorovi es va formar després del descobriment de l'aigua termal, durant la perforació de petroli el 1956, prop del poble de Dvorovi a Semberija. La profunditat de la font és de 1350 metres, l'aigua és oligomineral i la temperatura de l'aigua és de 75 °C.

## Ciutats agermanades
Bijeljina està agermanada amb:
- Azov, Rússia
- Brașov, Romania
- Budva, Montenegro
- Goraždevac, Kosovo (Bòsnia i Hercegovina no reconeix Kosovo.)
- Kosjerić, Sèrbia
- Kruševac, Sèrbia
- Kumànovo, Nord Macedònia
- Langenhagen, Alemanya
- Leskovac, Sèrbia
- Ruse, Bulgària
- Zrenjanin, Sèrbia

## Persones notables
- Admir Smajić, futbolista, medalla de bronze olímpica
- Ana Mirjana Račanović, Miss Bòsnia i Hercegovina 2001
- Bego Ćatić, futbolista
- Cvijetin Mijatović, president de la presidència col·lectiva de Iugoslàvia, heroi del poble iugoslau
- Darko Todorović, futbolista bosnià
- Duško Kondor, activista dels drets humans, professor de sociologia i filosofia
- Filip Višnjić, poeta èpic
- Frenkie, raper
- Luka Jović, futbolista serbi
- Mirko Ilić, dissenyador gràfic i dibuixant de còmics serbi
- Mirza Begić, jugadora de bàsquet eslovena
- Nevenka Tadić, neuropsiquiatra i mare de l'expresident de Sèrbia Boris Tadić
- Nihad Hrustanbegovic, compositor, acordionista i pianista
- Miloš Bojanić, cantant folk
- Rodoljub Čolaković, polític i escriptor
- Rodoljub Roki Vulović, cantant, autor, intèrpret, antic professor i antic director de l'escola serbi de Bòsnia
- Srđan Vuletić, cineasta
- Cican Stankovic, futbolista austríac
- Savo Milošević, futbolista serbi, màxim golejador de la UEFA Euro 2000
- Svetozar Marković (futbolista), futbolista serbi